# ポップとロック
『ポップとロック』は、aikoの7作目のライブビデオ。DVDは2011年7月27日に、Blu-ray Discは2014年3月19日に、ポニーキャニオンからそれぞれ発売された。

## 概要
本作は2枚組で、Disc1には2010年に行ったアリーナツアー「Love Like Pop vol.13 とっても嬉しい追加公演｡月夜の晩に彼女は現る」より国立代々木第一体育館公演の模様を、Disc2には2009年に行ったライブハウスツアー「Love Like Rock vol.4」よりZEPP OSAKA公演の模様を収録している。

## 収録曲

### Disc1「Love Like Pop vol.13 とっても嬉しい追加公演｡月夜の晩に彼女は現る」
1. 夏が帰る
2. 赤いランプ
3. 愛の病
4. リップ
5. 鏡
6. リズム
7. カブトムシ
8. 甘い絨毯
9. 花火
10. 私生活
11. メドレー
  1. 横顔
  2. あなたと握手
  3. 陽と陰
  4. mix juice
  5. なんて一日
  6. マント
  7. 前ならえ。
  8. ナキ・ムシ
  9. シアワセ
12. beat
13. カケラを残す
14. milk
15. どろぼう
16. 戻れない明日
17. キスが巡る
18. 向かいあわせ
19. えりあし

### Disc2「Love Like Rock vol.4」
1. 初恋
2. milk
3. まつげ
4. ゴーゴーマシン
5. 雲は白リンゴは赤
6. なんて一日
7. ボブ
8. シャッター
9. 青い光
10. クローゼット
11. 恋の涙
12. メドレー
  1. 熱
  2. 二人
  3. 心日和
  4. 相合傘
  5. 赤い靴
  6. Do you think about me?
  7. すべての夜
  8. 愛の病
  9. エナジー
  10. ジェット
13. 花火
14. mix juice
15. 恋愛ジャンキー
16. 帽子と水着と水平線
17. be master of life